# Typhochrestoides baikalensis
Genre
Espèce
Synonymes
- Collinsia jeniseica Eskov, 1990

Typhochrestoides baikalensis, unique représentant du genre Typhochrestoides, est une espèce d'araignées aranéomorphes de la famille des Linyphiidae.

## Distribution
Cette espèce est endémique de Russie. Elle se rencontre en Sibérie.

## Étymologie
Son nom d'espèce, composé de baikal et du suffixe latin -ensis, « qui vit dans, qui habite », lui a été donné en référence au lieu de sa découverte, le lac Baïkal.

## Publication originale
- Eskov, 1990 : New monotypic genera of the spider family Linyphiidae (Aranei) from Siberia: Communication 2. Zoologičeskij Žurnal, vol. 69, no 1, p. 43-53.